# AS Roma 1983/1984
Sezon 1983/1984 klubu AS Roma.

## Sezon
W sezonie 1983/1984 roku Nils Liedholm doprowadził Romę do kolejnych sukcesów. Dotarł do finału Pucharu Mistrzów po drodze eliminując IFK Göteborg, CSKA Sofia, Dynamo Berlin i Dundee United. W finale „giallorossi” trafili na Liverpool. Po 120 minutach był wynik 1:1, jednak rzuty karne lepiej wykonywali piłkarze angielskiego klubu i to oni zdobyli puchar. W Serie A Roma wywalczyła wicemistrzostwo tracąc 2 punkty do Juventusu. Zdobyła też Puchar Włoch będąc lepszym w dwumeczu od Hellas Werona (1:0, 1:1).

## Rozgrywki
- Serie A: 2. miejsce
- Puchar Włoch: zwycięstwo
- Puchar Mistrzów: finał

## Skład i ustawienie zespołu
| W SEZONIE 1983/1984    |                |                |       |      |
| Imię i nazwisko        | Kraj           | Data urodzenia | Mecze | Gole |
| Trener                 |                |                |       |      |
| Nils Liedholm          | Szwecja        | 08.10.1922     |       |      |
| Bramkarze              |                |                |       |      |
| Attilio Gregori        | Włochy         | 04.10.1965     | 0     | 0    |
| Astutillo Malgioglio   | Włochy         | 03.05.1958     | 1     | 0    |
| Franco Tancredi        | Włochy         | 10.01.1955     | 30    | 0    |
| Obrońcy                |                |                |       |      |
| Dario Bonetti          | Włochy         | 05.08.1961     | 13    | 1    |
| Agostino Di Bartolomei | Włochy         | 08.04.1955     | 28    | 5    |
| Aldo Maldera           | Włochy         | 14.10.1953     | 25    | 5    |
| Michele Nappi          | Włochy         | 30.08.1951     | 11    | 0    |
| Sebastiano Nela        | Włochy         | 13.03.1961     | 27    | 2    |
| Emidio Oddi            | Włochy         | 22.07.1956     | 18    | 0    |
| Ubaldo Righetti        | Włochy         | 01.03.1963     | 21    | 0    |
| Pomocnicy              |                |                |       |      |
| Carlo Ancelotti        | Włochy         | 10.06.1959     | 9     | 0    |
| Toninho Cerezo         | Brazylia       | 21.04.1955     | 30    | 6    |
| Odoacre Chierico       | Włochy         | 28.03.1959     | 17    | 1    |
| Bruno Conti            | Włochy         | 23.03.1955     | 27    | 7    |
| Falcão                 | Brazylia       | 16.10.1953     | 27    | 5    |
| Giuseppe Giannini      | Włochy         | 20.08.1964     | 2     | 0    |
| Mark Strukelj          | Włochy/ Anglia | 23.06.1962     | 11    | 1    |
| Napastnicy             |                |                |       |      |
| Paolo Baldieri         | Włochy         | 02.02.1965     | 1     | 0    |
| Francesco Graziani     | Włochy         | 16.12.1952     | 24    | 5    |
| Roberto Pruzzo         | Włochy         | 01.04.1955     | 27    | 8    |
| Francesco Vincenzi     | Włochy         | 30.09.1956     | 11    | 1    |